# Фредездорф
Фредездорф (њем. Fredesdorf) општина је у њемачкој савезној држави Шлезвиг-Холштајн. Једно је од 95 општинских средишта округа Зегеберг. Према процјени из 2010. у општини је живјело 365 становника. Посједује регионалну шифру (AGS) 1060022.

## Географски и демографски подаци
Фредездорф се налази у савезној држави Шлезвиг-Холштајн у округу Зегеберг. Општина се налази на надморској висини од 41 метра. Површина општине износи 5,9 km². У самом мјесту је, према процјени из 2010. године, живјело 365 становника. Просјечна густина становништва износи 62 становника/km².